# 1668 Hanna
1668 Hanna је астероид главног астероидног појаса са средњом удаљеношћу од Сунца која износи 2,806 астрономских јединица (АЈ).
Апсолутна магнитуда астероида је 12,2.